# 1270'erne
Århundreder: 12. århundrede – 13. århundrede – 14. århundrede
Årtier: 1220'erne 1230'erne 1240'erne 1250'erne 1260'erne – 1270'erne – 1280'erne 1290'erne 1300'erne 1310'erne 1320'erne
År: 1270 1271 1272 1273 1274 1275 1276 1277 1278 1279